# Spinther usarpia
Spinther usarpia är en ringmaskart som beskrevs av Hartman 1967. Spinther usarpia ingår i släktet Spinther och familjen Spintheridae. Inga underarter finns listade i Catalogue of Life.